# Pastoralteologi
Pastoralteologi er den gren af den praktiske teologi, som behandler præstens virksomhed, nemlig hans forberedelse til embedet og hans embedsgerning selv med alle dens områder.